# Hippomedon propinquus
Hippomedon propinquus är en kräftdjursart som beskrevs av Sars 1895. Hippomedon propinquus ingår i släktet Hippomedon och familjen Lysianassidae. Arten är reproducerande i Sverige. Inga underarter finns listade i Catalogue of Life.